# Lista de finais masculinas em duplas do tênis nos Jogos Paralímpicos
Esta é a lista de finais masculinas em duplas do tênis nos Jogos Paralímpicos de Verão.

## Por ano

### Disputa pela medalha de ouro
| Ano  | Cidade-sede    | Medalhistas de ouro                       | Medalhistas de prata                         | Resultado       |
| ---- | -------------- | ----------------------------------------- | -------------------------------------------- | --------------- |
| 2024 | Paris          |                                           |                                              |                 |
| 2020 | Tóquio         | FRA Stéphane Houdet FRA Nicolas Peifer    | GBR Alfie Hewett GBR Gordon Reid             | 7–5, 0–6, 7⁷–6³ |
| 2016 | Rio de Janeiro | FRA Stéphane Houdet FRA Nicolas Peifer    | GBR Alfie Hewett GBR Gordon Reid             | 6–2, 4–6, 6–1   |
| 2012 | Londres        | SWE Stefan Olsson SWE Peter Vikström      | FRA Frederic Cattaneo FRA Nicolas Peifer     | 6–1, 6–2        |
| 2008 | Pequim         | FRA Stéphane Houdet FRA Michaël Jeremiasz | SWE Stefan Olsson SWE Peter Vikström         | 6–1, 7–65       |
| 2004 | Atenas         | JPN Shingo Kunieda JPN Satoshi Saida      | FRA Michaël Jeremiasz FRA Lahcen Majdi       | 6–1, 6–2        |
| 2000 | Sydney         | NED Robin Ammerlaan NED Ricky Molier      | AUS David Hall AUS David Johnson             | 7–5, 1–6, 6–3   |
| 1996 | Atlanta        | USA Stephen Welch USA Vance Parmelly      | AUS Mick Connell AUS David Hall              | 6–2, 3–6, 7–6   |
| 1992 | Barcelona      | USA Brad Parks USA Randy Snow             | FRA Thierry Caillier FRA Laurent Giammartini | 6–4, 6–7, 6–3   |

### Disputa pela medalha de bronze
| Ano  | Cidade-sede | Medalhistas de bronze                     | Quarto lugar                            | Resultado      |
| ---- | ----------- | ----------------------------------------- | --------------------------------------- | -------------- |
| 2024 | Paris       |                                           |                                         |                |
| 2020 | Tóquio      | NED Tom Egberink NED Maikel Scheffers     | JPN Shingo Kunieda JPN Takashi Sanada   | 6–3, 6–2       |
| 2012 | Londres     | FRA Stéphane Houdet FRA Michaël Jeremiasz | NED Robin Ammerlaan NED Ronald Vink     | 6–0, 6–0       |
| 2008 | Pequim      | JPN Shingo Kunieda JPN Satoshi Saida      | NED Maikel Sheffers NED Ronald Vink     | 3–6, 6–0, 6–2  |
| 2004 | Atenas      | AUS Anthony Bonaccurso AUS David Hall     | NED Robin Ammerlaan NED Eric Stuurman   | 6–4, 56–7, 6–4 |
| 2000 | Sydney      | USA Scott Douglas USA Stephen Welch       | GBR Simon Hatt GBR Jayant Mistry        | 6–2, 66–7, 6–3 |
| 1996 | Atlanta     | NED Ricky Molier NED Eric Stuurman        | FRA Laurent Giammartini FRA Abde Naili  | DNF            |
| 1992 | Barcelona   | GER Stefan Bitterauf GER Kai Schramayer   | AUT Martin Legner AUT Robert Troppacher | 6–7, 7–6, 6–3  |

## Estatísticas

### Medalhas por país
| Ordem | País               | Medalha de ouro | Medalha de prata | Medalha de bronze |   |
| ----- | ------------------ | --------------- | ---------------- | ----------------- | - |
| 1     | FRA França         | 2               | 3                | 1                 | 6 |
| 2     | USA Estados Unidos | 2               |                  | 1                 | 3 |
| 3     | SWE Suécia         | 1               | 1                |                   | 2 |
| 4     | JPN Japão          | 1               |                  | 2                 | 3 |
|       | NED Países Baixos  | 1               |                  | 1                 | 2 |
| 6     | AUS Austrália      |                 | 2                | 1                 | 3 |
| 7     | GBR Grã-Bretanha   |                 | 1                |                   | 1 |
| 8     | GER Alemanha       |                 |                  | 1                 | 1 |

### Múltiplos medalhistas
| Ordem | País                  |   |   |   |   |
| ----- | --------------------- | - | - | - | - |
| 1     | FRA Stéphane Houdet   | 3 | 0 | 1 | 4 |
| 2     | FRA Nicolas Peifer    | 2 | 1 | 0 | 3 |
| 3     | FRA Michaël Jeremiasz | 1 | 1 | 1 | 3 |
| 4     | JPN Shingo Kunieda    | 1 | 0 | 2 | 3 |
| 4     | JPN Satoshi Saida     | 1 | 0 | 2 | 3 |
| 5     | SWE Stefan Olsson     | 1 | 1 | 0 | 2 |
| 5     | SWE Peter Vikström    | 1 | 1 | 0 | 2 |
| 6     | NED Ricky Molier      | 1 | 0 | 1 | 2 |
| 6     | USA Stephen Welch     | 1 | 0 | 1 | 2 |
| 7     | AUS David Hall        | 0 | 2 | 1 | 3 |
| 8     | GBR Alfie Hewett      | 0 | 2 | 0 | 2 |
| 8     | GBR Gordon Reid       | 0 | 2 | 0 | 2 |